# Pikimachay
Pikimachay (du quechua, la « grotte des puces » en français) est un site préhistorique situé 19 km au nord de la ville d'Ayacucho, dans la vallée d'Ayacucho, au Pérou. Elle a notamment livré des vestiges archéologiques datés du Tardiglaciaire, vers 17 000 ans avant le présent (AP).

## Historique
Cette grotte, comme celle de Jayhuamachay (la grotte du poivre), a été étudiée par l'archéologue américain Richard MacNeish (en) (1918-2001) à partir de la fin des années 1960. Dans la couche la plus profonde, qu'il a nommée Pacaicasa (estimée âgée de 22 200 à 14 700 ans AP), il a trouvé des artéfacts lithiques, ainsi que des restes fossiles d'animaux éteints, dont l'âge était estimé à 22 000 ans AP. Il les considérait à l'époque comme la plus ancienne preuve de présence humaine au Pérou.
Selon Richard MacNeish, l'Homme de Pacaicasa (en espagnol : Hombre de Pacaicasa), aurait vécu dans le secteur en même temps que des équidés fossiles trouvés sur le site, et aurait fait partie des Paléoaméricains.
Cependant, d'autres archéologues ont estimé qu'il n'y avait pas de preuves suffisantes pour affirmer l'existence de l'Homme de Pacaicasa. C'est dans le deuxième niveau de la stratigraphie, appelé Ayacucho, que des preuves plus fiables de la présence de l'Homme à la fin du Pléistocène supérieur ont été trouvées.

## Datation
La datation par le carbone 14 du niveau Ayacucho a donné en 2014 entre 17 781 et 16 886 ans calAP, ce qui reste plus ancien que la date d'arrivée actuellement présumée par la génétique des premières populations paléoindiennes en Amérique du Sud.
Les strates supérieures de la grotte appartiennent à la période archaïque des Amériques.

## Paléolithique
Les objets découverts dans la couche Ayacucho incluent des outils lithiques en basalte ou en chaille, des pointes de flèches, ainsi que des outils faits en os d'Équidés (genre Equus), de paresseux géants, tels que le Megatherium et le Mylodon, de carnivores tels que des Smilodons, ou tigres à dents de sabre, ainsi que de Camélidés ou paléo-lamas de la famille du Guanaco.

## Néolithique
Pikimachay a livré certains des plus vieux vestiges de plantes du Pérou, dont une gourde-bouteille âgée de 11 000 ans.
Les couches plus tardives ont livré des pointes de flèche en forme de queue de poisson et des meules de pierre. Les vestiges de plantes montrent qu'amarante, coton, gourdes, lucuma, quinoa, et courges étaient cultivés dans la vallée d'Ayacucho avant 3000 av. J.-C., maïs et haricots communs avant 4000 av. J.-C.. Des restes de chili sont datés de 5500 à 4300 av. J.-C. Le grand nombre d'osssements de cochon d'Inde suggère une possible domestication, et le lama pourrait avoir été domestiqué entre 4300 et 2800 av. J.-C..

## Autres sites
Pikimachay appartient à la culture d'Ayacucho, à laquelle sont rattachées plusieurs autres grottes de la région, parmi lesquelles figure Jayhuamachay (la grotte du poivre).